# Franca Tamantini
Franca Tamantini (Roma, 24 agosto 1931 – Roma, 11 agosto 2014) è stata un'attrice italiana.

## Biografia
Frequentò da bambina il corso di danza classica, presso il Teatro dell'Opera di Roma, diplomandosi a pieni voti, e contemporaneamente, essendo dotata di una naturale voce da soprano, studiò canto e pianoforte, sino ad essere scelta da Luchino Visconti, nel 1948, per la parte di Imperia in Rosalinda o come vi piace, dove si troverà all'interno di una compagnia di grandi attori, tra cui Vittorio Gassman, Ruggero Ruggeri, Rina Morelli, Marcello Mastroianni.

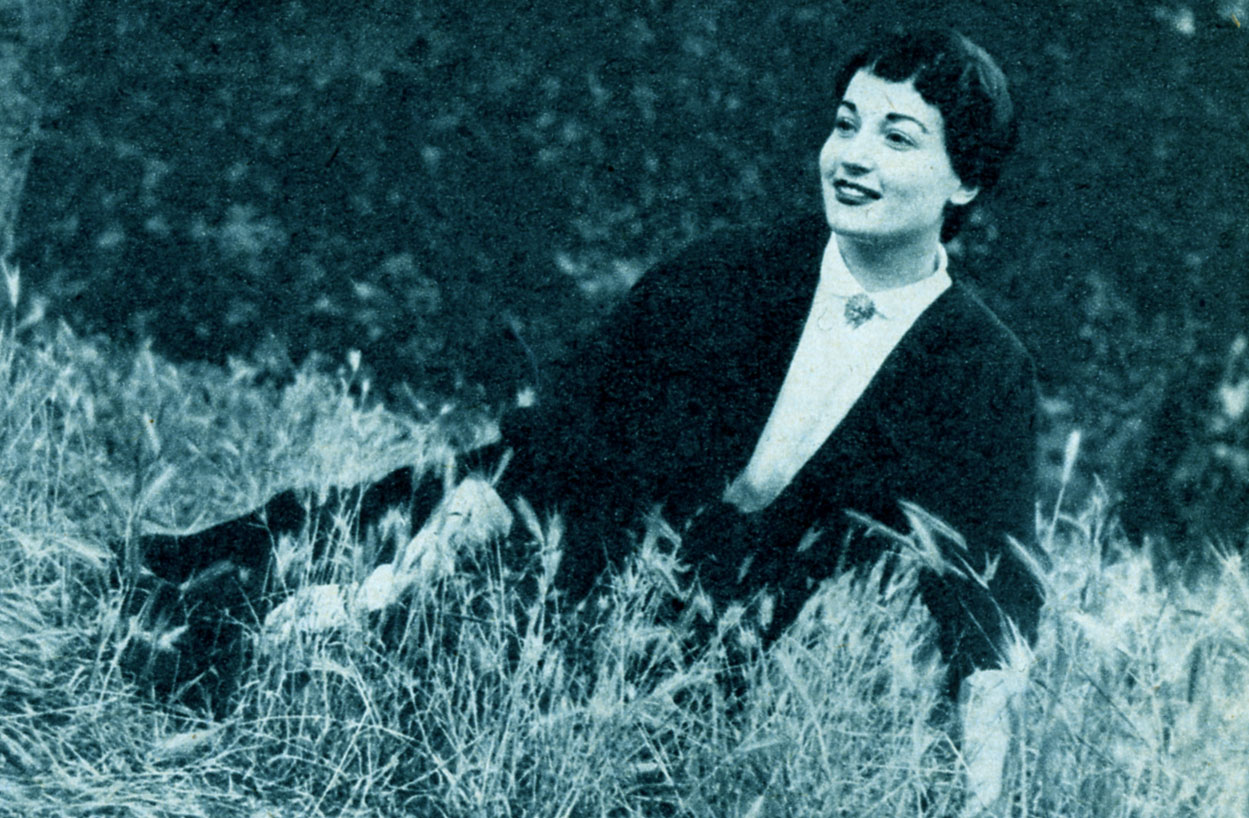
Franca Tamantini nel 1955

Nel 1949, il regista cinematografico Fernando Cerchio la scritturò per il film Cenerentola, dopo il quale saranno circa 40 le pellicole che la vedranno davanti alla cinepresa, tra cui la trilogia di Amici miei, in cui interpreta il ruolo della barista Carmen Necchi, che gestisce il proprio locale insieme al marito Guido (interpretato da Duilio Del Prete nel primo film e da Renzo Montagnani negli altri due). Sarà soprattutto impegnata in spettacoli di varietà come operette e commedie musicali, sia in teatro sia in televisione.
Del 1996 è la partecipazione, insieme ad un gruppo di oltre trenta attori, in Quer pasticciaccio brutto de via Merulana di Carlo Emilio Gadda, per la regia di Luca Ronconi. La sua ultima partecipazione è nella miniserie televisiva Occhi verde veleno, del 2001, poi abbandonerà le scene, ritirandosi a vita privata. 
Morì a Roma, all'età di 82 anni, l'11 agosto 2014.

## Filmografia

### Cinema
- Biraghin, regia di Carmine Gallone (1946)
- Cenerentola, regia di Fernando Cerchio (1949)
- Femmina incatenata, regia di Giuseppe Di Martino (1949)
- Figaro qua, Figaro là, regia di Carlo Ludovico Bragaglia (1949)
- Totò cerca moglie, regia di Carlo Ludovico Bragaglia (1949)
- Domani è un altro giorno, regia di Léonide Moguy (1951)
- Auguri e figli maschi!, regia di Giorgio Simonelli (1951)
- Canzone di primavera di Mario Costa (1951)
- Enrico Caruso, leggenda di una voce, regia di Giacomo Gentilomo (1951)
- La vendetta del corsaro, regia di Primo Zeglio (1951)
- I due derelitti, regia di Flavio Calzavara (1951)
- Trieste mia!, regia di Mario Costa (1951)
- La sonnambula, regia di Cesare Barlacchi (1952)
- La Favorita, regia di Cesare Barlacchi (1952)
- La regina di Saba, regia di Pietro Francisci (1952)
- Una croce senza nome, regia di Tullio Covaz (1952)
- Gli eroi della domenica, regia di Mario Camerini (1952)
- Processo alla città, regia di Luigi Zampa (1952)
- Dieci canzoni d'amore da salvare, regia di Flavio Calzavara (1953)
- Frine, cortigiana d'Oriente, regia di Mario Bonnard (1953)
- La barriera della legge, regia di Piero Costa (1953)
- Rigoletto e la sua tragedia, regia di Flavio Calzavara (1953)
- La sultana Safiyè, regia di Giuseppe Di Martino (1953)
- Le vacanze del sor Clemente, regia di Camillo Mastrocinque (1953)
- Due soldi di felicità, regia di Roberto Amoroso (1955)
- Un angelo è sceso a Brooklyn, regia di Ladislao Vajda (1957)
- Pesci d'oro e bikini d'argento, regia di Carlo Veo (1961)
- Il commissario, regia di Luigi Comencini (1962)
- I motorizzati, regia di Camillo Mastrocinque (1962)
- I terribili 7, regia di Raffaello Matarazzo (1963)
- Amici miei, regia di Mario Monicelli (1975)
- Viaggio con Anita, regia di Mario Monicelli (1979)
- Aiutami a sognare, regia di Pupi Avati (1981)
- Amici miei - Atto IIº, regia di Mario Monicelli (1982)
- Amici miei - Atto IIIº, regia di Nanni Loy (1985)
- La seconda moglie, regia di Ugo Chiti (1998)

### Televisione
- Aprite: polizia!, regia di Daniele D'Anza – miniserie TV, episodio Un paese che legge (1958)
- Luigi Ganna detective, regia di Maurizio Ponzi – miniserie TV (1979)
- Ma tu mi vuoi bene?, regia di Marcello e Nancy Fondato – miniserie TV (1992)
- L'avvocato delle donne, regia di Antonio e Andrea Frazzi – miniserie TV (1997)
- Occhi verde veleno, regia di Luigi Parisi – miniserie TV (2001)

## Prosa teatrale
- Rosalinda o come vi piace di William Shakespeare, regia di Luchino Visconti, prima al Teatro Eliseo di Roma il 20 novembre 1948.
- Gli straccioni di Annibal Caro, regia di Guido Salvini, prima al Teatro Valle di Roma il 7 dicembre 1950.
- La conversazione continuamente interrotta,  regia Luciano Salce, testo Ennio Flaiano (1978)

## Prosa televisiva Rai

Franca Tamantini Enrico Viarisio e Sandra Mondaini in No, no, Nanette

- No, no, Nanette di Frank Mandel, Otto Harbach e Irving Cesar, regia di Vito Molinari, trasmessa l'8 gennaio 1955.
- Bobosse, regia di Franco Enriquez, trasmessa il 3 giugno 1955.
- La ragazza indiavolata, commedia musicale di Ralph Benatzky, regia di Silverio Blasi, trasmessa il 17 giugno 1958.
- La voce nel bicchiere, regia di Anton Giulio Majano (1959)
- Il ritratto mascherato, regia di Marco Visconti, trasmessa il 3 aprile 1963.
- La conversazione continuamente interrotta di Ennio Flaiano, regia di Luciano Salce, trasmessa il 4 novembre 1972.
- Gastone di Ettore Petrolini, regia di Maurizio Scaparro, trasmessa il 9 settembre 1977.
- La coscienza di Zeno di Italo Svevo, regia di Sandro Bolchi, trasmessa in 2 puntate nel 1988.